# Suran (poddystrykt w muhafazie Aleppo)
Suran – jedna z 6 jednostek administracyjnych trzeciego rzędu (nahijja) dystryktu Azaz w muhafazie Aleppo w Syrii.
W 2004 roku poddystrykt zamieszkiwało 30 032 osób.